# Схівен
Схівен (нід. Schieven) — селище в нідерландській провінції Дренте. Входить до муніципалітету Ассен.
Його площа становить 2,00 км², а населення станом на 2021 рік складало 125 осіб.
Перша згадка про населений пункт датується 1460 роком.